# Salticus limbatus
Salticus limbatus är en spindelart som beskrevs av Lucas 1833. Salticus limbatus ingår i släktet Salticus och familjen hoppspindlar. Inga underarter finns listade i Catalogue of Life.